# 阿雷尼-1

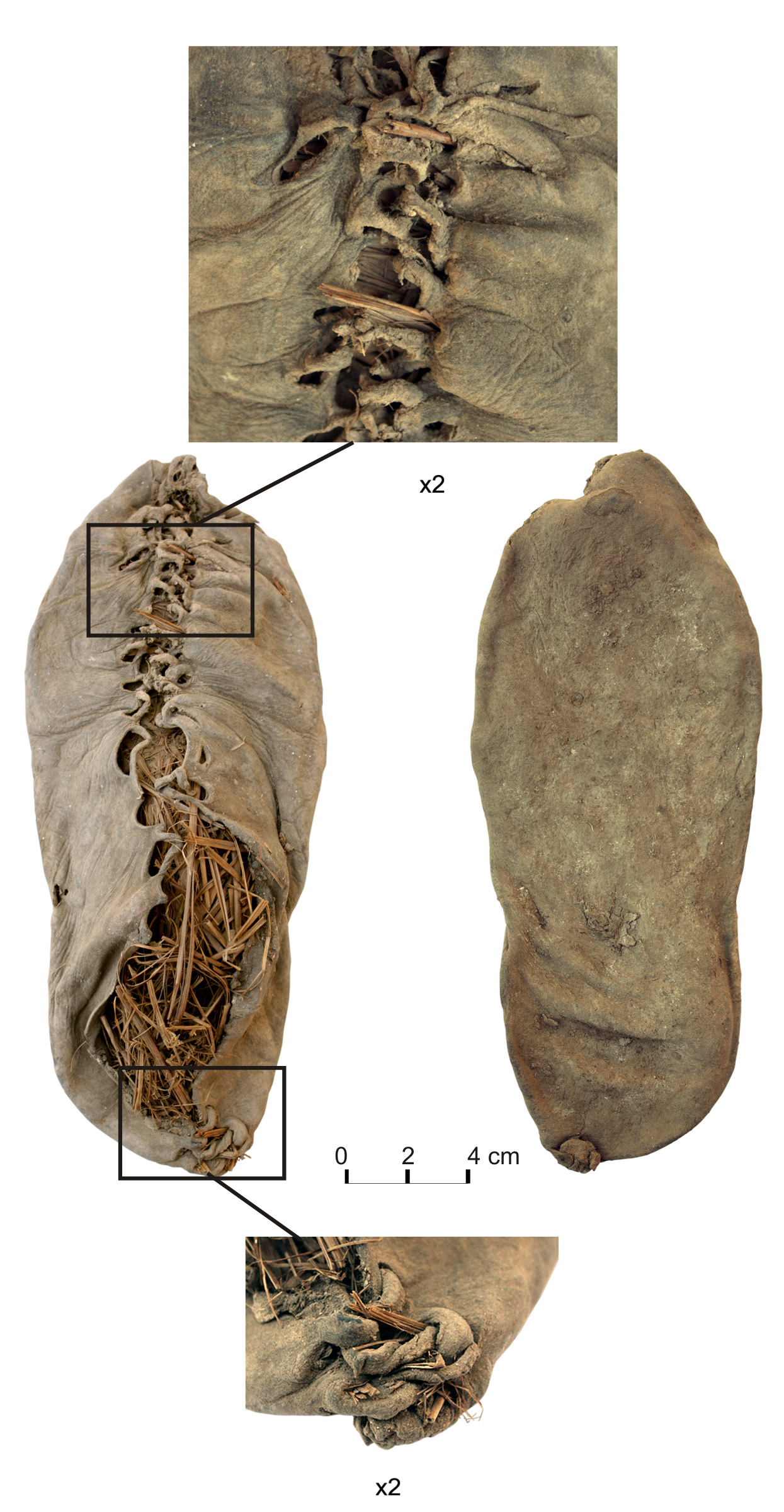
阿雷尼-1

阿雷尼-1（Areni-1 shoe）是一边于2008年在亚美尼亚瓦约茨佐尔州阿雷尼村发现的存在5500年之久的比冰人奥茨脚上的鞋还早数百年的皮鞋，被现代研究员认为是世界上最古老的皮质鞋类。